# Age/Sex/Location
Age/Sex/Location — второй студийный альбом американской соул-певицы Courtney Shanade Salter (известной под сценическим именем Ari Lennox), вышедший 9 сентября 2022 года на лейбле MCA Nashville. Альбом был спродюсирован продюсером лейбла Dreamville Энтони Паррино, известного как Elite и включает гостевые выступления певца Lucky Daye и певиц Хлои Бейли (из дуэта Chloe x Halle) и Саммер Уокер.

## Об альбоме
31 августа 2022 года Джей Коул поделился сообщением на Instagram, спросив Ари Леннокс, что альбом значит для неё, на что она ответила:
«Переходное пространство. Очень уязвимая созависимая и ищущая подтверждения часть моей жизни. Я помню, как меня бесчисленное количество раз выгоняли из приложений для знакомств, потому что они не считали меня действительно собой, это напомнило мне о тех днях, когда я не была собой в тех чатах. Больше не надо ходить на цыпочках. Больше никакой покорности. Оказывать себе милость и сострадание. Блокировать тех, кто больше не служит мне или просто буквально не отвечает. Блокировать сопротивление исцелению. Позволяя подотчётность и взросление. Позволяя расти. Позволяя самоценности, любви к себе и внутренней работе. Позволяю терапии. Позволить встречаться со мной. Делать то, что мне нравится, когда я хочу. Учиться новому. Позволить отчаянию и нужде исчезнуть. То, что для меня, это для меня, и я полноценна сама по себе».
Певица также сравнила историю альбома с мемуарами американской писательницы Элизабет Гилберт «Ешь, молись, люби», говоря: «Это моё путешествие есть, молиться, любить. И это мое честное прощание с поиском любви. Я получил её прямо здесь, внутри меня. Конец поиска чего-либо, кроме любви к себе и семьи. Вливая в себя и даря мне величайшую любовь».
Это её второй студийный альбом после Shea Butter Baby, вышедшего в 2019 году. 10 сентября 2021 года вышел сингл «Pressure», спродюсированный Джермейном Дюпри и Брайаном-Майклом Коксом. Музыкальное видео вышло 11 сентября 2021 года и поставлено Chandler Lass. Отчасти это дань уважения певицам Дайане Росс и Донне Саммер. Песня стала её первым сольным хитом попавшим в американский основной хит-парад Billboard Hot 100, и её первым чарттоппером в радио-чарте Adult R&B Airplay, и достигшим № 3 в R&B/Hip-Hop Airplay.

## Отзывы
| Оценки критиков | Оценки критиков |
| Источник        | Оценка          |
| --------------- | --------------- |
| AllMusic        | [ 8 ]           |
| Pitchfork       | 7.7/10          |
| Rolling Stone   | [ 4 ]           |

Альбом получил положительные отзывы музыкальных критиков и интернет-изданий. Rolling Stone оценил альбом на 4 звезды из 5: «Время покажет, завоюет ли Age/Sex/Location основную аудиторию или превратится в один из тех недооценённых альбомов в стиле R&B, которые поклонники хранят и десятилетия спустя, как Infinite Possibilities и Adriana Evans от Amel Larrieux. Неважно: Age/Sex/Location заслуживают большего чем коллекционная вещь Discogs по завышенной цене. Ей нужны её цветы прямо сейчас». Uproxx написал положительный отзыв об альбоме, в котором говорится: «В Age/Sex/Location Ари Леннокс входит в виртуальный мир, который легко может стать её реальностью […] Пока она перемещается изгибы, повороты, рискованные подъёмы и незащищенные свободные падения её нынешнего путешествия „ешь, молись, люби“, в нём больше дисциплины и мудрости из прошлых ошибок».
Крейг Дженкинс из Vulture сравнил части альбома с такими музыкантами, как Эрика Баду в треке «POF», Dungeon Family в «Outside», Roberta Flack с «Pressure», и сравнил «Boy Bye» с Lauryn Hill и D'Angelo в песне «Nothing Even Matters» и с Rihanna и Ne-Yo в их песне «Hate That I Love You». Shifter Magazine выделил особенности альбома, упомянув химию между Ари Леннокс и Лаки Дэй в «Boy Bye», «заставив нас захотеть больше дуэтов R&B/соул между мужчинами и женщинами, которые кажутся все менее и менее распространенными», и «ослепительно горячая Хлоя в „Leak It“ с намеком на гармонии R&B 1960-х и Summer Walker». Высоко оценивая альбом в обзоре для AllMusic, Энди Келлман отметил, что «наиболее яркими являются медленные джемы, которые, как и несколько песен с дебюта, вызывают в памяти мягкий R&B и джазовый ритм конца 70-х».

### Итоговые годовые списки
| Публикация | Список                                 | Ранг | Ссылка |
| ---------- | -------------------------------------- | ---- | ------ |
| Variety    | Jem Aswad's Top 10 Best Albums of 2022 | 7    | [ 12 ] |

## Список композиций
| №                   | Название                           | Автор(ы) | Продюсер                                            | Длительность |
| ------------------- | ---------------------------------- | --- | --------------------------------------------------- | ------------ |
| 1.                  | «POF»                              | Courtney Salter Джей Коул Kelvin Wooten Michael Holmes                                                           | DZL Джей Коул Wu10                                  | 3:40         |
| 2.                  | «Hoodie»                           | Salter Anthony Parrino Jonathan Floyd Stafford Floyd                                                             | Elite                                               | 4:01         |
| 3.                  | «Waste My Time»                    | Salter Rowan Perkins Timothy Suby                                                                                | Suby LOXE                                           | 2:44         |
| 4.                  | «Pressure»                         | Salter Parrino Jai'Len Josey Брайан-Майкл Кокс Джермейн Дюпри Джонта Остин                                       | Джермейн Дюпри Брайан-Майкл Кокс                    | 3:12         |
| 5.                  | «A/S/L (Interlude)»                | Salter Parrino Wooten Ronald Gilmore                                                                             | Elite Michael Bearden Ron Gilmore Theo Crocker Wu10 | 0:38         |
| 6.                  | «Mean Mug»                         | Salter Parrino Wooten                                                                                            | Elite Wu10                                          | 4:03         |
| 7.                  | «Boy Bye» (при участии Lucky Daye) | Salter Parrino David Debrandon Brown Ibrahim Hamad                                                               | Elite Ibrahim Hamad                                 | 5:01         |
| 8.                  | «Stop By»                          | Salter Anthony White Jai'Len Josey                                                                               | J. White Did It                                     | 2:50         |
| 9.                  | «Outside»                          | Salter Rico Wade Anthony Parrino Ray Murray Patrick Brown Vanessa Wood Dijon Styles Steve Rosentein Morris Ricks | Elite Organized Noize                               | 3:18         |
| 10.                 | «Leak It» (при участии Chlöe)      | Salter Chloe Bailey Carl McCormick Wooten                                                                        | Cardiak Wu10                                        | 4:27         |
| 11.                 | «Blocking You»                     | Salter Parrino Jerome Monroe Jr Michael Holmes                                                                   | DZL Elite Ron Gilmore SlimWav                       | 3:40         |
| 12.                 | «Queen Space» (с Summer Walker)    | Salter Summer Walker André Pinckney Anthony Parrino Elliott Trent Ronald Gilmore Storm Ford                      | Dre Pickney Elite Ron Gilmore                       | 3:50         |
| Общая длительность: | Общая длительность:                | Общая длительность:                                                                                              | Общая длительность:                                 | 41:23        |

## Позиции в чартах
| Чарт (2022)                              | Высшая позиция |
| ---------------------------------------- | -------------- |
| Великобритания (UK Digital Albums Chart) | 53             |
| Великобритания (UK R&B Albums Chart)     | 39             |
| США (Billboard 200)                      | 69             |